# شهرستان اولچسکی
شهرستان اولچسکی (به لاتین: Ulchsky District) یک شهرستان در روسیه است که در سرزمین خاباروفسک واقع شده‌است.